# 约瑟夫·斯图拉克
约瑟夫·斯图拉克（英語：Joseph Stulac，1935年3月6日—2001年7月10日），加拿大男子篮球运动员。他曾代表加拿大获得1964年夏季奥运会男子篮球比赛第十四名。他于2001年在多伦多去世。